# Équipe de Belgique de football en 1928
Maillots
Chronologie
Saison précédente Saison suivante
L'équipe de Belgique de football voit son capitaine emblématique, Armand Swartenbroeks, prendre sa retraite internationale en 1928. Sur le plan sportif, les joueurs belges réalisent un tournoi olympique moyen, ne parvenant pas à rééditer leur succès des Jeux de 1920. À cette occasion, ils rencontrent pour la première fois l'équipe d'Argentine qui inflige une défaite assez sévère aux Belges. Sur les neuf matchs que compte cette saison, l'équipe belge remporte trois rencontres mais s'inclina à cinq reprises.

## Résumé de la saison
En 1928, les Jeux olympiques d'Amsterdam se profilaient à l'horizon pour la sélection de Belgique  sans qu'au pays les mentalités n'aient beaucoup évolué au sujet du professionnalisme. Toutefois, la FIFA commençait de son côté à considérer les Jeux obsolètes car l'amateurisme, tel que prôné par le baron de Coubertin, ne cadrait plus avec l'évolution réelle de l'élite sportive. La fédération internationale travaillait déjà à l'organisation de sa propre compétition, la future Coupe du monde de football.
La FIFA avait aussi préalablement intégré le principe du manque à gagner (ou compensation pour salaire perdu), en mai 1926, lors de son congrès à Rome. Son président, Jules Rimet, pousse alors le comte de Baillet-Latour, président du Comité international olympique (CIO), à adopter la même définition de l'amateurisme, à la distinction près que les indemnités seraient versées aux employeurs, les athlètes ne touchant en pratique aucune compensation. Ce leurre, ayant donné naissance à l'expression d' « amateurisme marron », provoque la colère des Britanniques, fortement attachés aux valeurs de l'amateurisme, qui menacent de boycotter le tournoi. Le CIO, ne pouvant se passer du football et de ses retombées financières (la popularité de ce sport sauvait systématiquement le bilan budgétaire des Jeux depuis 1920), finit par céder à la requête de la FIFA. Le tournoi de football des Jeux olympiques de 1928 se déroula donc entre 17 équipes (au lieu de 22 en 1924) en l'absence de l’Angleterre et de quelques pays alliés, également opposés au principe du manque à gagner. Baillet-Latour et la commission exécutive furent contraints de faire le choix de la réussite économique aux dépens du respect des valeurs.
Dans les mois qui précédèrent les Jeux, la Belgique livra quelques rencontres encourageantes en guise de préparation au tournoi olympique.
Le 8 janvier, l'année commence par une courte défaite (1-2) face à la Wunderteam autrichienne.
Un mois plus tard, les Diables Rouges accueillent pour la première fois la sélection de l'État libre d'Irlande, une sélection qui n'était à l'époque réunie que très sporadiquement au vu de la situation politique difficile de l'île, et s'inclinent (2-4). À l'occasion de mardi gras, le 21 février, les Belges reçoivent la sélection officieuse néerlandaise des Zwaluwen (nl) sur La Butte et doivent s'avouer vaincus (1-2) devant à peu près 15 000 personnes.
Le 11 mars, un déplacement en terres néerlandaises s'achève sur un nul (1-1), à Amsterdam mais c'est le match retour à l'Antwerp qui allait rester dans les mémoires pour deux événements marquants. Tout d'abord un grave incident à Deurne eut lieu. Comme à l'habitude, la foule se massait au Bosuil pour venir y voir s'affronter les deux pays voisins : près de 50 000 personnes se pressaient dans un stade prévu pour en contenir 40 000. Une barrière finit par céder, projetant un millier de spectateurs dans le vide. Le bilan fut d'une quarantaine de blessés, ce qui est fort heureusement loin du bilan tragique du drame du Heysel près de soixante ans plus tard,. Ensuite, l'autre événement majeur fut la retraite internationale du capitaine emblématique, Armand Swartenbroeks, qui fut sans aucun doute le plus grand footballeur belge de l'époque, comptabilisant 53 sélections - un chiffre qui eut sans aucun doute été bien plus élevé sans l'interruption de la Première guerre mondiale et qui ne sera battu que douze ans plus tard par Bernard Voorhoof. À titre de référence, Swartenbroeks figure toujours à l'heure actuelle, soit quasiment cent ans plus tard, dans le top 40 des joueurs les plus capés. L'équipe nationale belge perdait là un monument.
Une nouvelle victoire (2-3) à Colombes, contre les Bleus en avril et une courte défaite (1-3), en mai, au Kiel, face à l'Angleterre, achèvent les préparatifs au tournoi olympique,.

L'équipe belge avant le coup d'envoi de Pays-Bas-Belgique, joué au Stade olympique d'Amsterdam, le 4 novembre 1928.

Un tournoi olympique qui allait, une nouvelle fois, s'avérer décevant pour les Belges. Après une victoire sans éclat (3-5) contre le modeste Luxembourg, les Diables Rouges sont ensuite défaits (6-3), par les Argentins en quarts de finale et (3-1) par les Pays-Bas lors du tournoi de consolation. Le souvenir de la médaille d'or acquise en 1920 était loin et l'absence de Swartenbroeks se fit cruellement sentir, surtout que son remplaçant désigné, Jules Lavigne (né Lemaire), se blessa lors de la première rencontre.
Pour succéder à l'entraineur William Maxwell, la fédération fit appel à Viktor Löwenfeld (en), un ancien international viennois dont on ne savait que peu de choses. Hector Goetinck, ancien international, l'épaula et tous les deux mirent l'accent sur un élément qu'on ne connaissait ni n'appréciait guère à l'époque : l'entraînement.
Après avoir défait une sélection londonienne à la Toussaint au stade du Daring de manière officieuse (3-1), la première rencontre officielle du nouvel entraîneur s'acheva trois jours plus tard, le 4 novembre, à Amsterdam, sur un partage sans gloire (1-1) face aux voisins néerlandais, avec une équipe toutefois fortement remodelée.

## Les matchs
| Match amical                                                    | Belgique             | 1 - 2   | Autriche                             | Stade du Daring Molenbeek-Saint-Jean, Belgique                       |                                                                      |
| 8 janvier 1928 · 14:00 heure locale · Historique des rencontres | R. Ledent 75e (pen.) | (0 – 1) | Hierländer (de) 9e · Wesely (de) 60e | Spectateurs : 25 000 Arbitrage : Engelbert George van Bisselick (nl) | Spectateurs : 25 000 Arbitrage : Engelbert George van Bisselick (nl) |
| 8 janvier 1928 · 14:00 heure locale · Historique des rencontres | Rapport              |         |                                      | Spectateurs : 25 000 Arbitrage : Engelbert George van Bisselick (nl) | Spectateurs : 25 000 Arbitrage : Engelbert George van Bisselick (nl) |

| Match amical                                                     | Belgique                      | 2 - 4   | État libre d'Irlande                                           | Stade Maurice Dufrasne Liège, Belgique                |                                                       |
| 12 février 1928 · 14:30 heure locale · Historique des rencontres | R. Braine 38e · F. Ledent 41e | (2 – 0) | White (en) 55e 73e · Lacey (en) 59e · Sullivan (en) 77e (pen.) | Spectateurs : 25 000 Arbitrage : Harry Kingscott (en) | Spectateurs : 25 000 Arbitrage : Harry Kingscott (en) |
| 12 février 1928 · 14:30 heure locale · Historique des rencontres | Rapport                       |         |                                                                | Spectateurs : 25 000 Arbitrage : Harry Kingscott (en) | Spectateurs : 25 000 Arbitrage : Harry Kingscott (en) |

Note : Première rencontre officielle entre les deux nations.
| Match amical                                                  | Pays-Bas | 1 - 1   | Belgique      | Het Nederlandsch Sportpark (nl) Amsterdam, Pays-Bas |                                               |
| 11 mars 1928 · 14:00 heure locale · Historique des rencontres | Tap 41e  | (1 – 0) | R. Braine 63e | Spectateurs : 30 000 Arbitrage : Thomas Crewe       | Spectateurs : 30 000 Arbitrage : Thomas Crewe |
| 11 mars 1928 · 14:00 heure locale · Historique des rencontres | Rapport  |         |               | Spectateurs : 30 000 Arbitrage : Thomas Crewe       | Spectateurs : 30 000 Arbitrage : Thomas Crewe |

| Match amical Coupe Van den Abeele                               | Belgique     | 1 - 0   | Pays-Bas | Bosuilstadion Deurne, Belgique               |                                              |
| 1er avril 1928 · 15:00 heure locale · Historique des rencontres | Moeschal 74e | (0 – 0) |          | Spectateurs : 50 000 Arbitrage : Erwin Braun | Spectateurs : 50 000 Arbitrage : Erwin Braun |
| 1er avril 1928 · 15:00 heure locale · Historique des rencontres | Rapport      |         |          | Spectateurs : 50 000 Arbitrage : Erwin Braun | Spectateurs : 50 000 Arbitrage : Erwin Braun |

| Match amical                                                   | France         | 2 - 3   | Belgique                        | Stade olympique Yves-du-Manoir Colombes, France    |                                                    |
| 15 avril 1928 · 15:00 heure locale · Historique des rencontres | Bardot 44e 66e | (1 – 2) | Voorhoof 5e · R. Braine 26e 73e | Spectateurs : 25 000 Arbitrage : Albert Prince-Cox | Spectateurs : 25 000 Arbitrage : Albert Prince-Cox |
| 15 avril 1928 · 15:00 heure locale · Historique des rencontres | Rapport        |         |                                 | Spectateurs : 25 000 Arbitrage : Albert Prince-Cox | Spectateurs : 25 000 Arbitrage : Albert Prince-Cox |

| Match amical                                                 | Belgique     | 1 - 3   | Angleterre                                     | Stade olympique Anvers, Belgique                    |                                                     |
| 19 mai 1928 · 16:30 heure locale · Historique des rencontres | Moeschal 25e | (1 – 1) | Bruton (en) 35e · Jack 64e · Matthews (en) 66e | Spectateurs : 25 000 Arbitrage : Heinrich Retschury | Spectateurs : 25 000 Arbitrage : Heinrich Retschury |
| 19 mai 1928 · 16:30 heure locale · Historique des rencontres | Rapport      |         |                                                | Spectateurs : 25 000 Arbitrage : Heinrich Retschury | Spectateurs : 25 000 Arbitrage : Heinrich Retschury |

| Jeux olympiques 1928 Huitièmes de finale                     | Luxembourg                                           | 3 - 5   | Belgique                                         | Stade olympique Amsterdam, Pays-Bas              |                                                  |
| 27 mai 1928 · 19:00 heure locale · Historique des rencontres | Schütz (lb) 32e · Weisgerber 43e · Theissen (lb) 45e | (3 – 3) | R. Braine 9e 72e · Versyp 20e · Moeschal 23e 67e | Spectateurs : 5 834 Arbitrage : Lorenzo Martinez | Spectateurs : 5 834 Arbitrage : Lorenzo Martinez |
| 27 mai 1928 · 19:00 heure locale · Historique des rencontres | Rapport                                              |         |                                                  | Spectateurs : 5 834 Arbitrage : Lorenzo Martinez | Spectateurs : 5 834 Arbitrage : Lorenzo Martinez |

Note : Première rencontre officielle entre les deux nations.
| Jeux olympiques 1928 Quarts de finale                        | Argentine                                          | 6 - 3   | Belgique                                    | Stade olympique Amsterdam, Pays-Bas                   |                                                       |
| 2 juin 1928 · 16:00 heure locale · Historique des rencontres | Tarasconi 1re 10e 75e 89e · Ferreira 4e · Orsi 81e | (3 – 2) | R. Braine 24e · Vanhalme 28e · Moeschal 53e | Spectateurs : 16 399 Arbitrage : Achille Gama Malcher | Spectateurs : 16 399 Arbitrage : Achille Gama Malcher |
| 2 juin 1928 · 16:00 heure locale · Historique des rencontres | Rapport                                            |         |                                             | Spectateurs : 16 399 Arbitrage : Achille Gama Malcher | Spectateurs : 16 399 Arbitrage : Achille Gama Malcher |

Note : Première rencontre officielle entre les deux nations.
| Jeux olympiques 1928 Tournoi de consolation                  | Pays-Bas                                   | 3 - 1   | Belgique      | Sparta Stadion Het Kasteel Rotterdam, Pays-Bas        |                                                       |
| 5 juin 1928 · 18:00 heure locale · Historique des rencontres | Ghering (nl) 4e · Smeets (nl) 7e · Tap 63e | (2 – 0) | P. Braine 85e | Spectateurs : 22 000 Arbitrage : Achille Gama Malcher | Spectateurs : 22 000 Arbitrage : Achille Gama Malcher |
| 5 juin 1928 · 18:00 heure locale · Historique des rencontres | Rapport                                    |         |               | Spectateurs : 22 000 Arbitrage : Achille Gama Malcher | Spectateurs : 22 000 Arbitrage : Achille Gama Malcher |

| Match amical                                                     | Pays-Bas           | 1 - 1   | Belgique      | Stade olympique Amsterdam, Pays-Bas                   |                                                       |
| 4 novembre 1928 · 14:00 heure locale · Historique des rencontres | van Kol 35e (pen.) | (1 – 1) | R. Braine 12e | Spectateurs : 30 000 Arbitrage : Achille Gama Malcher | Spectateurs : 30 000 Arbitrage : Achille Gama Malcher |
| 4 novembre 1928 · 14:00 heure locale · Historique des rencontres | Rapport            |         |               | Spectateurs : 30 000 Arbitrage : Achille Gama Malcher | Spectateurs : 30 000 Arbitrage : Achille Gama Malcher |

## Les joueurs
| Joueurs              | Joueurs                  | Amical | Amical | Amical | Amical | Amical | Amical | JO 1928 | JO 1928 | JO 1928 | Amical |
| -------------------- | ------------------------ | ------ | ------ | ------ | ------ | ------ | ------ | ------- | ------- | ------- | ------ |
| Gardiens de but      |                          |        |        |        |        |        |        |         |         |         |        |
| Louis Vandenbergh    | Daring Club de Bruxelles | 90     | 90     |        |        |        |        |         |         |         |        |
| Jean Caudron         | SC Anderlechtois         |        |        | 90     | 90     | 90     |        | 90      | r       | r       |        |
| Jean De Bie          | Racing Club de Bruxelles |        |        |        |        |        | 90     | r       | 90      | 90      |        |
| Louis Somers         | L'Antwerp                |        |        |        |        |        |        |         |         |         | 90     |
| Défenseurs           |                          |        |        |        |        |        |        |         |         |         |        |
| Armand Swartenbroeks | Daring Club de Bruxelles | 90     | 90     | 90     |        |        |        |         |         |         |        |
| Jules Timmermans     | RCS Verviétois           | 90     |        |        |        |        |        |         |         |         |        |
| Nicolas Hoydonckx    | Berchem Sport            |        | 90     | 90     | 90     | 90     | 90     | 90      | 90      | 90      | 90     |
| Henri Van Averbeke   | R Beerschot AC           |        | 90     |        | 90     |        |        | r       | r       | 90      | 90     |
| Jules Lavigne        | Racing Club de Bruxelles |        |        |        | 90     | 90     | 90     | 90      | r       | 90      |        |
| Auguste Ruyssevelt   | R Beerschot AC           |        |        |        |        |        |        | r       | 90      | r       |        |
| Georges Ditzler      | Standard de Liège        |        |        |        |        |        |        | r       | r       | r       |        |
| Henri De Deken       | Royal Antwerp FC         |        |        |        |        |        |        | r       | r       | r       |        |
| Théodore Nouwens     | Racing Club de Malines   |        |        |        |        |        |        |         |         |         | 90     |
| Milieux              |                          |        |        |        |        |        |        |         |         |         |        |
| Pierre Braine        | R Beerschot AC           | 90     | 90     | 90     | 90     | 90     | 90     | 90      | 90      | 90      | 90     |
| Joseph Coenegracht   | Racing Club de Malines   | 90,    |        |        |        |        |        |         |         |         |        |
| Gustave Boesman      | ARA La Gantoise          | 90     | 90     | 90     |        | 90     | 90     | 90      | 90      | 90      | 90     |
| Robert Heyse         | Racing Club de Gand      | 90,    |        |        |        |        |        |         |         |         |        |
| Florimond Vanhalme   | RCS Brugeois             |        | 90     | 90     | 90     | 90     | 90     | 90      | 90      | r       |        |
| Corneille Elst       | R Beerschot AC           |        | 90     | 90     | 90     |        |        |         |         |         |        |
| Gérard Devos         | RCS Brugeois             |        |        | 90     | 90     | 90     | 90     | 90      | 90      | r       |        |
| Georges De Spae      | ARA La Gantoise          |        |        |        |        |        |        | r       | 90      | r       |        |
| Auguste Hellemans    | FC Malinois              |        |        |        |        |        |        | r       | r       | 90      |        |
| Victor Michiels      | Racing Club de Malines   |        |        |        |        |        |        |         |         |         | 90,    |
| Attaquants           |                          |        |        |        |        |        |        |         |         |         |        |
| Maurice Gillis       | Standard de Liège        | 90     |        |        |        |        |        |         |         |         |        |
| Ferdinand Adams      | SC Anderlechtois         | 90     |        |        |        |        |        |         |         |         |        |
| François Ledent      | Standard de Liège        | 90     | 90 ,   |        |        |        |        |         |         |         |        |
| René Ledent          | Standard de Liège        | 90 ,   |        |        |        |        |        |         |         |         |        |
| Raymond Braine       | R Beerschot AC           |        | 90     | 90     | 90     | 90     | 90     | 90      | 90      | 90      | 90     |
| Jan Diddens          | Racing Club de Malines   |        | 90     | 90     |        | 90     | 90     | 90      | 90      | r       | 90     |
| Jacques Moeschal     | Racing Club de Bruxelles |        |        | 90     | 90     | 90     | 90     | 90      | 90      | 90      | 90     |
| Désiré Bastin        | Royal Antwerp FC         |        |        |        | 90     |        |        |         |         |         |        |
| Bernard Voorhoof     | Liersche SK              |        |        |        |        | 90 ,   | 90     | r       | r       | r       | 90     |
| Louis Versyp         | RFC Brugeois             |        |        |        |        |        |        | 90 ,    | r       | r       |        |
| Henri Bierna         | US Liège                 |        |        |        |        |        |        | r       | r       | 90      |        |
| Sébastien Verhulst   | R Beerschot AC           |        |        |        |        |        |        | r       | r       | 90,     |        |

1. ↑  À la suite d'un conflit entre amateurs et professionnels, le Great Old se scinda en deux clubs distincts et opposés: Royal Antwerp FC et L'Antwerp; mais tout rentra dans l'ordre après neuf mois.

Un « r » indique un joueur qui était parmi les remplaçants mais qui n'est pas monté au jeu.
1. 1 2 3 4 5 6 7 8 9 10 11 12 13 14 15  Première sélection officielle pour le joueur.
2. 1 2 3 4 5 6 7 8 9 10 11 12 13 14  Dernière sélection officielle pour le joueur.
3. 1 2 3 4 5  Premier but officiel pour le joueur.

## Sources